# Port Washington (Nova York)
Port Washington és una concentració de població designada pel cens dels Estats Units a l'estat de Nova York. Segons el cens del 2000 tenia 15.215 habitants.

## Demografia
Segons el cens del 2000, Port Washington tenia 15.215 habitants, 5.521 habitatges, i 4.168 famílies. La densitat de població era de 1.395,4 habitants per km².
Dels 5.521 habitatges en un 36,3% hi vivien nens de menys de 18 anys, en un 62,9% hi vivien parelles casades, en un 9,5% dones solteres, i en un 24,5% no eren unitats familiars. En el 20,4% dels habitatges hi vivien persones soles el 10,4% de les quals corresponia a persones de 65 anys o més que vivien soles. El nombre mitjà de persones vivint en cada habitatge era de 2,73 i el nombre mitjà de persones que vivien en cada família era de 3,15.
Per edats la població es repartia de la següent manera: un 25,3% tenia menys de 18 anys, un 5% entre 18 i 24, un 28,3% entre 25 i 44, un 26,4% de 45 a 60 i un 15% 65 anys o més.
L'edat mediana era de 40 anys. Per cada 100 dones de 18 o més anys hi havia 87,5 homes.
La renda mediana per habitatge era de 85.837 $ i la renda mediana per família de 102.646 $. Els homes tenien una renda mediana de 71.024 $ mentre que les dones 49.299 $. La renda per capita de la població era de 43.815 $. Entorn del 3,1% de les famílies i el 4,7% de la població estaven per davall del llindar de pobresa.